# Tristenium euchirum
Tristenium euchirum är en kräftdjursart som beskrevs av Giuseppe Nobili 1906A. Tristenium euchirum ingår i släktet Tristenium och familjen Stenetriidae. Inga underarter finns listade i Catalogue of Life.